# 宅港十二婆姐陣
宅港十二婆姐陣，是一個位於臺灣臺南市學甲區宅港的陣頭，創始於1966年，也是學甲慈濟宮刈香活動中重要的陣頭，並榮獲文化部民俗文化資產。 

## 陣頭淵源
傳統藝陣的概念大多源自古代的「百戲」，在明清之際許多先民渡海來臺開墾，同時也將大陸的一些民間藝陣同時傳播來臺，在歷經了四百多年的衍變與發展，各種藝陣不僅保存著原有的傳統民族文化精神，再加上落地後與各地文化相融合後也呈現出本土的風貌。
在臺灣信仰道教的民眾只要跟孩童有關連的問題，一開始便會想到向「臨水夫人」祈求。臨水夫人一般認為是陳靖姑，而其得道的典故乃由於祂在世時不顧自己有身孕，仍替百姓祈雨結果導致神力大失，之後被妖魔趁機陷害以致流產且身亡成道，而在祂臨終前，乃立下「死後必為神，救人產難」得宏願，故而在民間都認定祂為送子、保胎、救產的生育守護之神，另也膩稱祂為 -「娘奶」。此外，與孩童相關的神祇還有「註生娘娘」，兩者在護佑孩童部分有些許重疊，惟註生娘娘較偏重婦女生育以及子嗣部分。
十二婆姐是「臨水夫人」陳靖姑的陪祀女神也稱十二婆祖，其乃是臺灣的神明中主司人間生育的註生娘娘與臨水夫人等信仰，所衍生出來的藝陣，而一般信眾認為此陣具有保宅安產、收驚護嬰、驅煞等法力，因之屬於宗教性的十二婆姐陣，是一個宗教儀式性大過表演性的藝陣，此外，祂們也是自卅六宮婆姐減化而來，十二婆姐陣頭乃將將卅六宮婆姐前十二娘的保留，而原卅六宮婆姐各為 :第一宮「陳大娘」，第二宮「黃鶯娘」，第三宮「方四娘」，第四宮「柳蟬娘」，第五宮「方四娘」，第六宮「宋愛娘」，第七宮「陶嬌娘」，第八宮「李枝娘」，第九宮「楊瑞娘」，第十宮「董仙娘」，第十一宮「何鶯娘」，第十二宮「彭英娘」，第十三宮「羅玉娘」，第十四宮「吳月娘」，第十五宮「鄭貴娘」，第十六宮「張春娘」，第十七宮「王七娘」，第十八宮「倪鳳娘」，第十九宮「包雲娘」，第二十宮「孫大娘」，第二十一宮「趙娥娘」，第二十二宮「周五娘」，第二十三宮「程二娘」，第二十四宮「業柳娘」，第二十五宮「鐵春娘」，第二十六宮「雲燕娘」，第二十七宮「聶六娘」，第二十八宮「劉嬌娘」，第二十九宮「翁金娘」，第三十宮「潘翠娘」，第三十一宮「凌艷娘」，第三十二宮「鄧三娘」，第三十三宮「朱巧娘」，第三十四宮「金秀娘」，第三十五宮「藍梅娘」，第三十六宮「胡大娘」。

## 行頭
因此陣頭主要是扮演女性的神祈，當然對於身上的「行頭」便會有所要求，婆姐陣的裝扮原則上以「仕女」裝扮為主，一般有 : 面具、傘、扇子、霞披、上衣、裙子、鞋子等裝備，當然，一般的陣團也大都會依照自身團體的思維或特色予以進行創作。
髮髻 : 以黑色包頭為主，一般較不會有大的變化。
面具 : 面具是本陣最重要的配件，蓋因陣頭表演時仍具有神力，且因對演出者的「禁忌」不若家將或者官將首等的嚴格，故而以面具來取代婆姐們的臉譜，雖是如此，婆姐陣面具的妝如仍以樸素為主，通常粉以白底加上兩個腮紅即可。較為不同的是領陣的陳大娘面具，通常會將其臉作扭曲的「變形」，一來增加演出時的可看性，再者在隊伍行進中也可以有醒目的功用。
傘   : 有些學者認為既然此陣宗教科儀成分大，因而表演者應該持黑色傘，惟實務上並沒有硬性規定哪種顏色與型制，不過，反而有些陣團為增加可看性，用花傘來吸引觀眾的目光。
扇子 : 有些用羽毛扇走些則會用摺扇，大部分以摺扇較多。
霞披 : 霞披是為了讓上衣看起來更加大方之用，有些團則採顏色鮮豔與造型花俏的阿美族原住民披肩，更讓演出者有花俏感。
上衣 : 以鳳仙裝為主，大多採用鮮豔的黃、粉紅、橘等色，而領頭的陳大娘會穿不同顏色。
裙子 : 以傳統女性圓裙為主有的團也會採百褶裙。
鞋子 : 幾乎都採繡花鞋。

## 演出
十二婆姐陣在演出時，婆姐們會將所有行頭穿戴在身上，戴面具以扭腰擺臀的姿態走動，白手套並且左手撐傘右手持扇，沿著遊行的路線行進。其所有的表演都是以「落地掃」（即踩街）形式進行，由大娘即浣兒（仔）婆奶（陳大娘）領陣，用排隊行走與繞圓圈向前行進兩種陣式，後場部分則以扁鼓敲打拍點以控制步伐。
陣中也都會增列「婆姐母」以及「婆姐子」兩個重要角色，傳說婆姐子是三宮方四娘的兒子，後來因母改嫁因而四處尋找其母，然他的祖母「婆姐母」不放心孩子亂跑，遂跟著出來以便照顧，是故在演出的陣中婆姐子都會來回穿梭，且不時掀開各婆姐的上衣，假裝要作吃奶狀，只是被抓衣的那位婆姐便會用手中扇子輕敲其頭說：「阮可不是你娘啊！」之後婆姐子才一臉無辜的跑開，顯然婆姐子在演出中是扮演一位穿場的逗趣角色，祂與婆姐母恰成一對逗趣的場面。

## 宗教科儀與禁忌
十二婆姐陣是一個帶有宗教科儀性的表演藝陣祂具有去邪除煞的功能，在民間習俗上，婆姐陣出陣時常有家長帶著受驚或者多病的孩子前往，讓婆姐們摸一摸頭，抑或是把小孩子穿的衣服放到地板上讓婆姐們踩過，而據說這樣能使孩子獲得平安健康並且乖巧聰明，也因此早期極受婦孺歡迎，常有婆婆和媽媽抱著孩子來請婆姐。
也因為此陣具有些許的宗教儀式，故而早期參與演出的人員完全是由男生做「反串」，而這是因為女性的一些先天的上不可抗拒的禁忌如 : 月事、生產等。然而，隨著時代觀念的變遷加之女權思維的高張，最重要的是面臨著每個「傳統」藝陣同樣的問題 – 傳承，在如是種種壓力下，婆姐陣也不得不向時代低頭，漸漸地讓女性參與婆姐的演出活動，就以宅港十二婆姐陣來說，如今出陣的人員除了鼓手外，全由女性來擔任。
另外在演出方面的禁忌，如出陣前所有穿戴配件必須以淨香予以淨化，據說如沒有淨化當天的演出會不順，另外一帶上婆姐面具後便不能如廁，尤其出陣時除必要工作人員外嚴禁其他人從陣中穿越。而在農曆七月時則不出陣也不做練習，惟倘若需練習時則不能打鼓，而這是因為怕鼓聲會驚動與騷擾到孤魂野鬼。

## 獲獎
學甲宅港十二婆姐陣除與慈濟宮刈香的幾個陣頭同獲選為文化資產的殊榮外，宅港國小也為傳承盡一己之力成立婆姐團，不但如此，校方更將陣頭結合舞蹈，更編創了4種不同型態的婆姐陣舞蹈，幾年來不但南征北討累積相當深厚的名度知，而在參與各項的比賽更是屢獲佳績，106學年度還榮獲台南市傳統藝術比賽創意藝陣優等榮譽，且團長陳佑昇更將傳統十二婆姐改編成極富有教育內涵的戲劇舞蹈，代表臺南市參加全國學生舞蹈比賽，並獲得現代舞優等佳績。

## 圖集

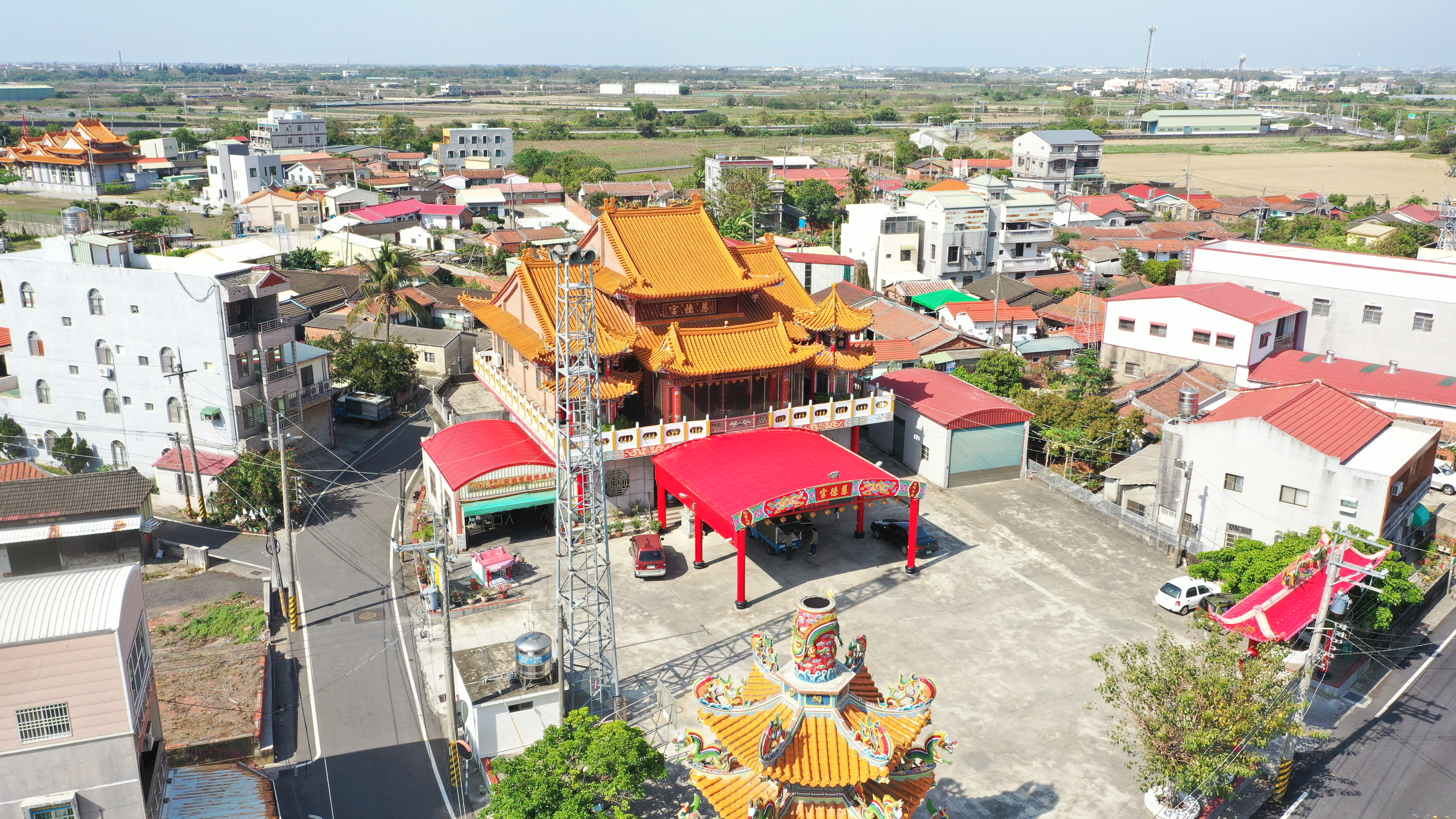
12婆姐創團廟宇-學甲宅港慈德宮
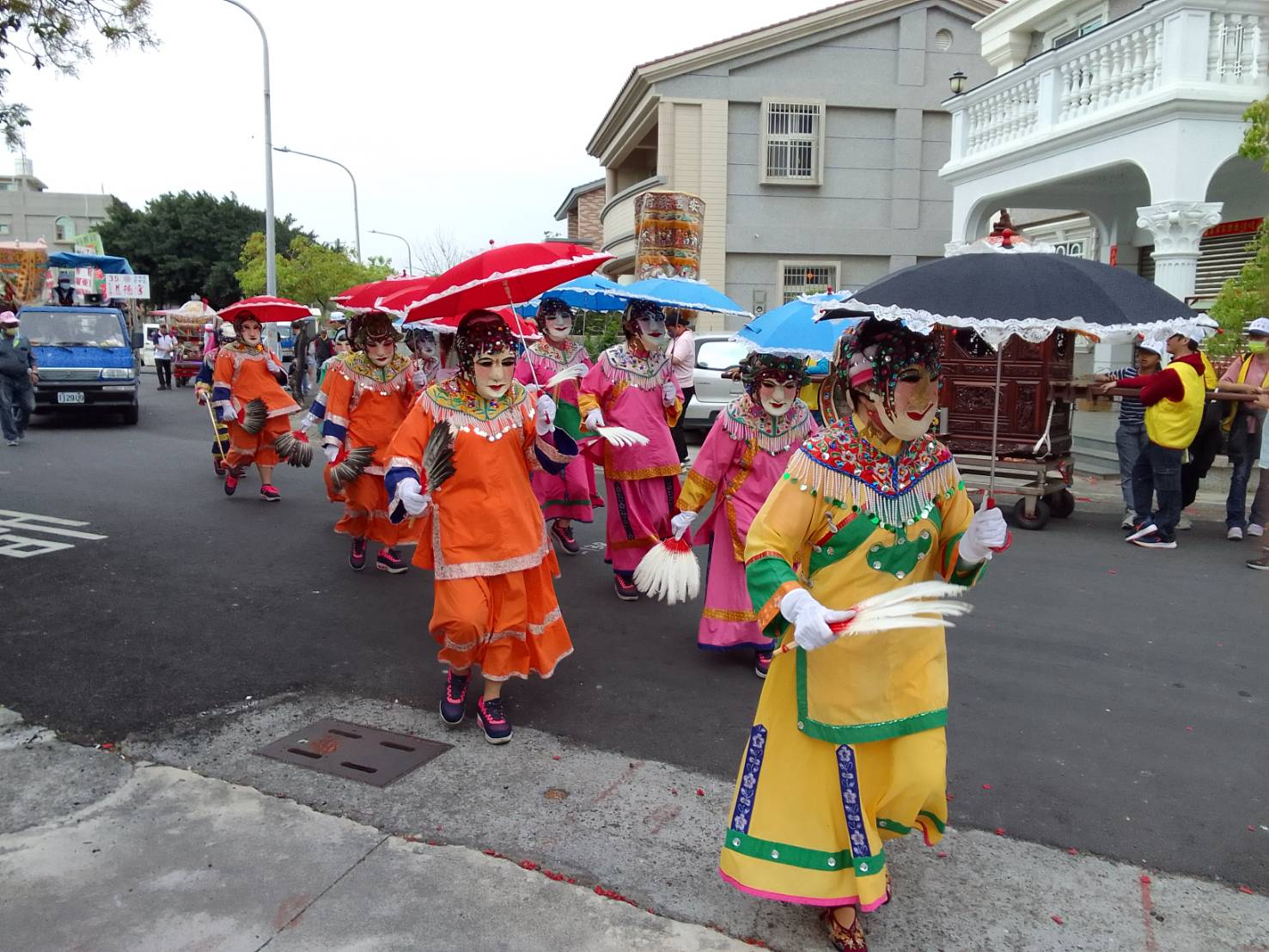
宅港十二婆姐-拜廟
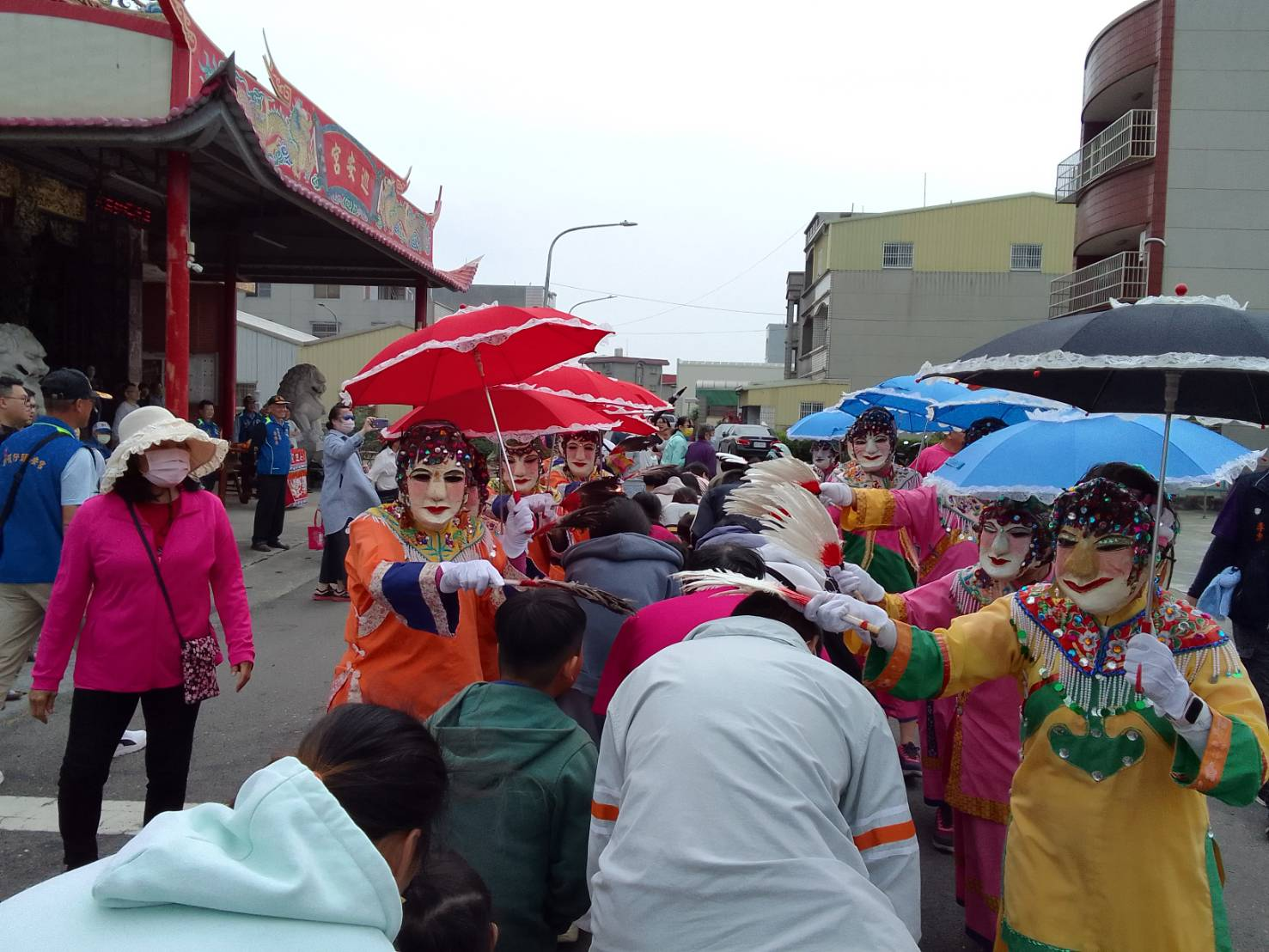
宅港十二婆姐-幫信眾改運-3
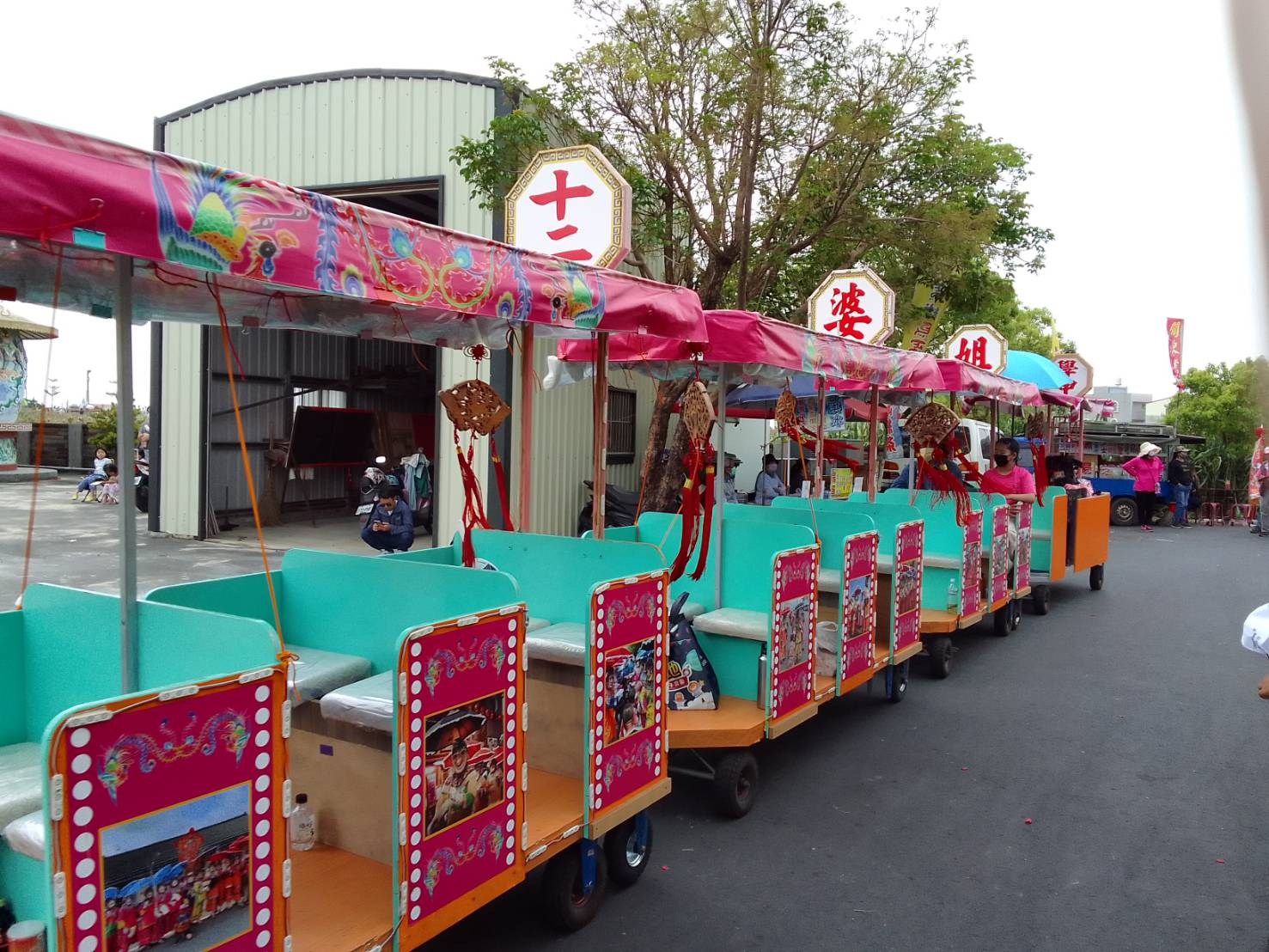
宅港十二婆姐-交通車-1
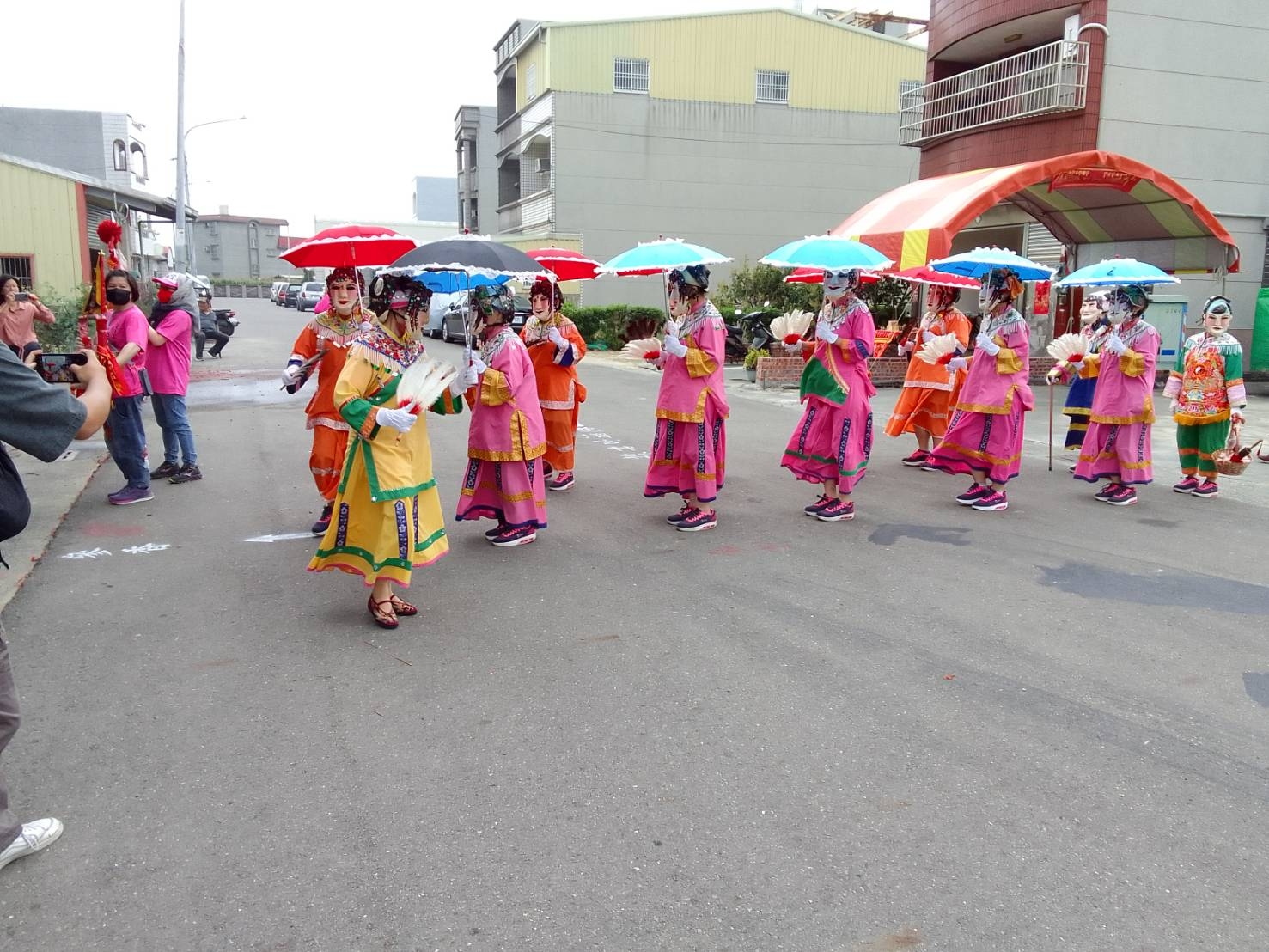
宅港十二婆姐-演出隊形
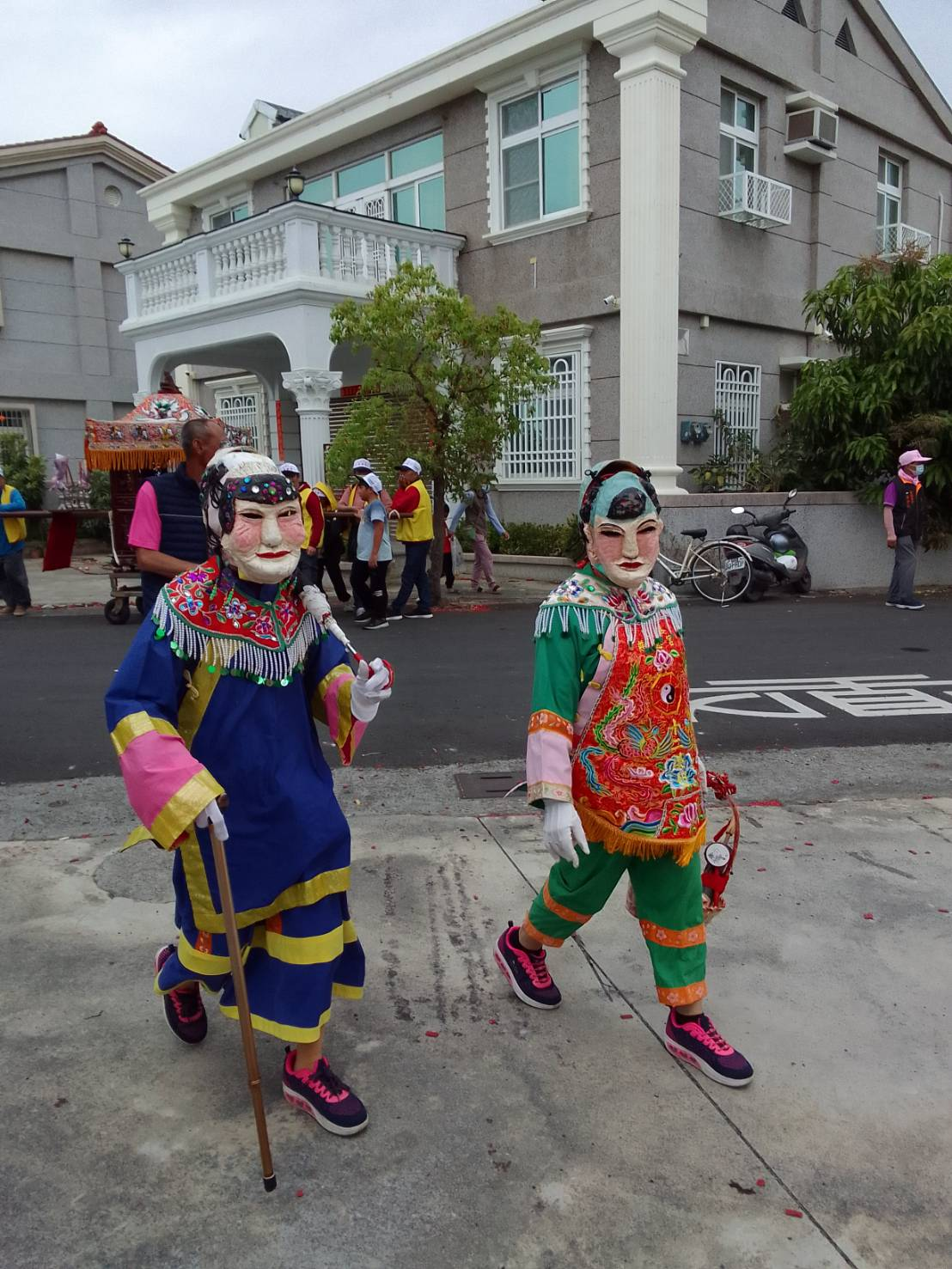
宅港十二婆姐-主要人物(婆姐母及婆姐子)

## 資料來源
1. 1 2  . 2007-11-22.
2. 1 2  康詩瑀. . nrch.culture.tw. 2009-11-09  [2023-10-20]. （原始内容存档于2023-12-11）.
3. ↑  . digiarch.sinica.edu.tw.   [2023-10-20].
4. 1 2  . 社團法人臺灣學甲十三庄文史工作協會. 2016-03-29  [2023-09-09].
5. ↑  . www.twsdwumiao.org.tw.   [2023-10-20]. （原始内容存档于2023-11-14） （中文（臺灣））.
6. ↑  表演者：學甲宅港社區十二婆姐陣團／攝影：吳騰達／剪輯：郭人豪、蔡俊宜. . acrobatic.ncfta.gov.tw.   [2023-09-09] （中文（臺灣））.
7. 1 2 3 4 5 6 7  . 單元特色 | 十二婆姐陣 | 藝陣資源 | 教材資源 | 臺南市政府文化局-陣頭教學教材網.   [2023-09-09]. （原始内容存档于2023-06-04） （中文（臺灣））.
8. 1 2 3 4 5 6 7 8  . ndltd.ncl.edu.tw.   [2023-08-26]. （原始内容存档于2023-08-26）.
9. ↑  黃偉強. .
10. ↑  . tnyj.tnc.gov.tw.   [2023-09-09]. （原始内容存档于2022-06-21） （英语）.
11. ↑  . www.wowlavie.com.   [2023-09-09]. （原始内容存档于2023-09-08） （中文（繁體））.
12. ↑  . news.tnn.tw.   [2023-09-09].
13. ↑  . 蕃新聞. 2023-04-30  [2023-09-09]. （原始内容存档于2023-09-08） （中文（臺灣））.
14. ↑  媒事．看新聞. . 媒事．看新聞. 2023-05-01  [2023-09-09]. （原始内容存档于2023-09-08） （中文（臺灣））.